# Провулок Іллі Рєпіна
Прову́лок Іллі Рєпіна — провулок у Шевченківському районі міста Києва, місцевість Лук'янівка. Пролягає від Нагірної вулиці до тупика.

## Історія
Провулок виник на межі XIX — XX століття. Від Нагірної вниз по схилах була садиба пані Ольги Семенівні Світославської – матері художника-пейзажиста Світославського Сергія Івановича (1857-1931), і прохід від Нагірної так і назвали – Сві(я)тославський. Нижня частина садиби була через Кирилівську вулицю навпроти, її художник продав 1910 року, щоб вирушити в експедицію в Середню Азію по звірів для Київського зоопарку. Верхня садиба Світославського згадується у справі Бейліса, де сторож садиби проходить свідком. Вікентій Хвойка проводив розкопки і у садибі Світославського, див. роботу Хвойки «Кам'яний вік середньої Наддніпрянщини».
З 1939 року — провулок Шишкіна. З 1944 до 2022 року на честь російського художника Івана Шишкіна.
2022 року Київська міська рада перейменувала провулок Шишкіна на честь українського художника Іллі Рєпіна.